# پاپنیسری
پاپنیسری (به انگلیسی: Pappinisseri) یک منطقهٔ مسکونی در هند است که در بخش کنور واقع شده‌است. پاپنیسری ۱۴٫۸۱ کیلومتر مربع مساحت و ۳۵٬۱۳۴ نفر جمعیت دارد و ۱ متر بالاتر از سطح دریا واقع شده‌است.